# Dorian Finney-Smith
Pour les articles homonymes, voir Smith.
Dorian Lawrence Finney-Smith, né le 4 mai 1993 à Portsmouth en Virginie, est un joueur américain de basket-ball évoluant aux postes d'ailier et ailier fort.

## Biographie

### Carrière universitaire
Il passe sa première année universitaire à l'Institut polytechnique et université d'État de Virginie où il joue pour les Hokies.
Entre 2013 et 2016, il passe ses années universitaires à l'université de Floride où il joue pour les Gators.

### Carrière professionnelle

#### Mavericks de Dallas (2016-2023)
Le 23 juin 2016, lors de la draft 2016 de la NBA, automatiquement éligible, il n'est pas sélectionné. Le 8 juillet, il signe avec les Mavericks de Dallas avec qui il participe à la NBA Summer League 2016,.
Le 2 juillet 2019, il s'engage à nouveau avec la franchise texane pour trois saisons supplémentaires.

#### Nets de Brooklyn (2023-2024)
Le 5 février 2023, en compagnie de Spencer Dinwiddie, d'un premier tour de draft 2029 et deux seconds tours de draft, il est transféré aux Nets de Brooklyn en échange de Kyrie Irving et de Markieff Morris.

#### Lakers de Los Angeles (2024-2025)
Le 29 décembre 2024, Finney-Smith arrive aux Lakers de Los Angeles via un transfert avec Shake Milton en échange de D'Angelo Russell, Maxwell Lewis et trois seconds tours de draft.

#### Rockets de Houston (depuis 2025)
En juillet 2025, il signe un contrat de quatre saisons et 53 millions de dollars avec les Rockets de Houston.

## Palmarès
- 2× Second-team All-SEC (2015, 2016)
- SEC Sixth Man of the Year (2014)
- ACC All-Freshman Team (2012)

## Statistiques

### Universitaires
Les statistiques de Dorian Finney-Smith en matchs universitaires sont les suivantes :
| Saison    | Équipe        | Matchs | Titul. | Min./m | % Tir | % 3pts | % LF | Rbds/m. | Pass/m. | Int/m. | Ctr/m. | Pts/m. |
| --------- | ------------- | ------ | ------ | ------ | ----- | ------ | ---- | ------- | ------- | ------ | ------ | ------ |
| 2011-2012 | Virginia Tech | 33     | 29     | 29,0   | 33,2  | 36,6   | 58,4 | 7,03    | 1,88    | 0,73   | 0,70   | 6,33   |
| 2013-2014 | Floride       | 37     | 2      | 25,8   | 37,0  | 29,3   | 64,3 | 6,68    | 2,03    | 0,43   | 0,43   | 8,73   |
| 2014-2015 | Floride       | 28     | 24     | 27,9   | 47,2  | 42,6   | 58,7 | 6,21    | 1,57    | 1,14   | 0,86   | 13,11  |
| 2015-2016 | Floride       | 36     | 36     | 31,8   | 43,7  | 36,8   | 73,3 | 8,33    | 2,08    | 0,92   | 0,81   | 14,72  |
| Total     | Total         | 134    | 91     | 28,6   | 41,1  | 36,1   | 65,7 | 7,11    | 1,91    | 0,78   | 0,69   | 10,66  |

### Professionnelles

#### Saison régulière NBA
| Saison    | Équipe      | Matchs | Titul. | Min./m | % Tir | % 3pts | % LF | Rbds/m. | Pass/m. | Int/m. | Ctr/m. | Pts/m. |
| --------- | ----------- | ------ | ------ | ------ | ----- | ------ | ---- | ------- | ------- | ------ | ------ | ------ |
| 2016-2017 | Dallas      | 81     | 35     | 20,3   | 37,2  | 29,3   | 75,4 | 2,74    | 0,83    | 0,64   | 0,31   | 4,32   |
| 2017-2018 | Dallas      | 21     | 13     | 21,3   | 38,0  | 29,9   | 73,3 | 3,57    | 1,24    | 0,48   | 0,19   | 5,86   |
| 2018-2019 | Dallas      | 81     | 26     | 24,5   | 43,2  | 31,1   | 70,9 | 4,80    | 1,17    | 0,85   | 0,44   | 7,51   |
| 2019-2020 | Dallas      | 71     | 68     | 29,9   | 46,6  | 37,6   | 72,2 | 5,70    | 1,61    | 0,63   | 0,55   | 9,55   |
| 2020-2021 | Dallas      | 60     | 60     | 32,0   | 47,2  | 39,4   | 75,6 | 5,43    | 1,70    | 0,87   | 0,42   | 9,83   |
| 2021-2022 | Dallas      | 80     | 80     | 33,1   | 47,1  | 39,5   | 67,5 | 4,70    | 1,90    | 1,10   | 0,50   | 11,00  |
| 2022-2023 | Dallas      | 40     | 40     | 32,2   | 41,6  | 35,5   | 75,0 | 4,70    | 1,50    | 1,00   | 0,50   | 9,10   |
| 2022-2023 | Brooklyn    | 26     | 26     | 27,7   | 35,1  | 30,6   | 78,9 | 4,90    | 1,60    | 0,70   | 0,60   | 7,20   |
| 2023-2024 | Brooklyn    | 68     | 56     | 28,5   | 42,1  | 34,8   | 71,7 | 4,70    | 1,60    | 0,80   | 0,60   | 8,50   |
| 2024-2025 | Brooklyn    | 20     | 20     | 29,0   | 45,9  | 43,5   | 62,5 | 4,60    | 1,60    | 0,90   | 0,60   | 10,40  |
| 2024-2025 | L.A. Lakers | 43     | 20     | 28,8   | 44,2  | 39,8   | 71,4 | 3,60    | 1,40    | 0,90   | 0,30   | 7,90   |
| Total     | Total       | 591    | 444    | 28,0   | 43,6  | 36,2   | 71,8 | 4,50    | 1,40    | 0,80   | 0,40   | 8,30   |

#### Playoffs NBA
| Saison | Équipe      | Matchs | Titul. | Min./m | % Tir | % 3pts | % LF | Rbds/m. | Pass/m. | Int/m. | Ctr/m. | Pts/m. |
| ------ | ----------- | ------ | ------ | ------ | ----- | ------ | ---- | ------- | ------- | ------ | ------ | ------ |
| 2020   | Dallas      | 6      | 6      | 31,8   | 44,2  | 36,7   | 80,0 | 5,67    | 3,17    | 1,17   | 0,50   | 10,17  |
| 2021   | Dallas      | 7      | 7      | 38,7   | 40,6  | 43,2   | 80,0 | 6,57    | 2,14    | 1,14   | 0,29   | 10,29  |
| 2022   | Dallas      | 18     | 18     | 38,2   | 47,1  | 42,6   | 70,8 | 5,50    | 1,90    | 0,90   | 0,40   | 11,70  |
| 2023   | Brooklyn    | 4      | 4      | 25,1   | 39,1  | 41,2   | –    | 4,50    | 0,80    | 0,80   | 0,50   | 6,30   |
| 2025   | L.A. Lakers | 5      | 1      | 34,0   | 41,4  | 36,8   | –    | 4,20    | 2,60    | 0,20   | 0,40   | 6,20   |
| Total  | Total       | 40     | 36     | 35,5   | 44,3  | 41,2   | 73,5 | 5,50    | 2,10    | 0,90   | 0,40   | 10,00  |

## Records sur une rencontre en NBA
Les records personnels de Dorian Finney-Smith en NBA sont les suivants, :
| Type de statistique        | Saison régulière | Saison régulière          | Saison régulière | Playoffs | Playoffs                  | Playoffs      |
| Type de statistique        | Record           | Adversaire                | Date             | Record   | Adversaire                | Date          |
| -------------------------- | ---------------- | ------------------------- | ---------------- | -------- | ------------------------- | ------------- |
| Points                     | 28               | @ Cavaliers de Cleveland  | 30 mars 2022     | 24       | Suns de Phoenix           | 8 mai 2022    |
| Paniers marqués            | 10               | 2 fois                    | 2 fois           | 9        | Warriors de Golden State  | 24 mai 2022   |
| Paniers tentés             | 19               | 2 fois                    | 2 fois           | 15       | Suns de Phoenix           | 6 mai 2022    |
| Paniers à 3 points réussis | 7                | @ Clippers de Los Angeles | 16 novembre 2022 | 8        | Suns de Phoenix           | 8 mai 2022    |
| Paniers à 3 points tentés  | 13               | @ Clippers de Los Angeles | 16 novembre 2022 | 12       | Suns de Phoenix           | 8 mai 2022    |
| Lancers francs réussis     | 7                | 2 fois                    | 2 fois           | 4        | Jazz de l'Utah            | 16 avril 2022 |
| Lancers francs tentés      | 9                | @ Kings de Sacramento     | 4 août 2020      | 4        | 3 fois                    | 3 fois        |
| Rebonds offensifs          | 7                | @ Suns de Phoenix         | 9 avril 2017     | 6        | @ Clippers de Los Angeles | 6 juin 2021   |
| Rebonds défensifs          | 10               | @ Kings de Sacramento     | 4 août 2020      | 8        | @ Jazz de l'Utah          | 28 avril 2022 |
| Rebonds totaux             | 16               | @ Kings de Sacramento     | 4 août 2020      | 10       | 2 fois                    | 2 fois        |
| Passes décisives           | 6                | 3 fois                    | 3 fois           | 5        | @ Jazz de l'Utah          | 28 avril 2022 |
| Interceptions              | 4                | @ Thunder d'Oklahoma City | 26 janvier 2017  | 5        | @ Clippers de Los Angeles | 2 juin 2021   |
| Contres                    | 3                | 6 fois                    | 6 fois           | 2        | 2 fois                    | 2 fois        |
| Balles perdues             | 4                | 6 fois                    | 6 fois           | 4        | @ Clippers de Los Angeles | 6 juin 2021   |
| Minutes jouées             | 49               | @ Clippers de Los Angeles | 23 novembre 2021 | 47       | @ Jazz de l'Utah          | 21 avril 2022 |

- Double-double : 15 (dont 2 en playoffs)
- Triple-double : 0

Dernière mise à jour : 5 avril 2023